# Mohamed Nagieb
Mohamed Nagieb El Gharib Mohamed, scritto anche Naguib (in arabo محمد نجيب‎?; Mansura, 13 gennaio 1983), è un calciatore egiziano, difensore dell'El Dakhleya.

## Caratteristiche tecniche
Noto per carisma e doti da leader, che gli consentono di guidare con autorevolezza il reparto arretrato, è un difensore centrale - agile nei movimenti e in grado di impostare l'azione dalle retrovie - capace di disimpegnarsi sia in una linea difensiva a quattro che in una difesa a tre.

## Carriera

### Club

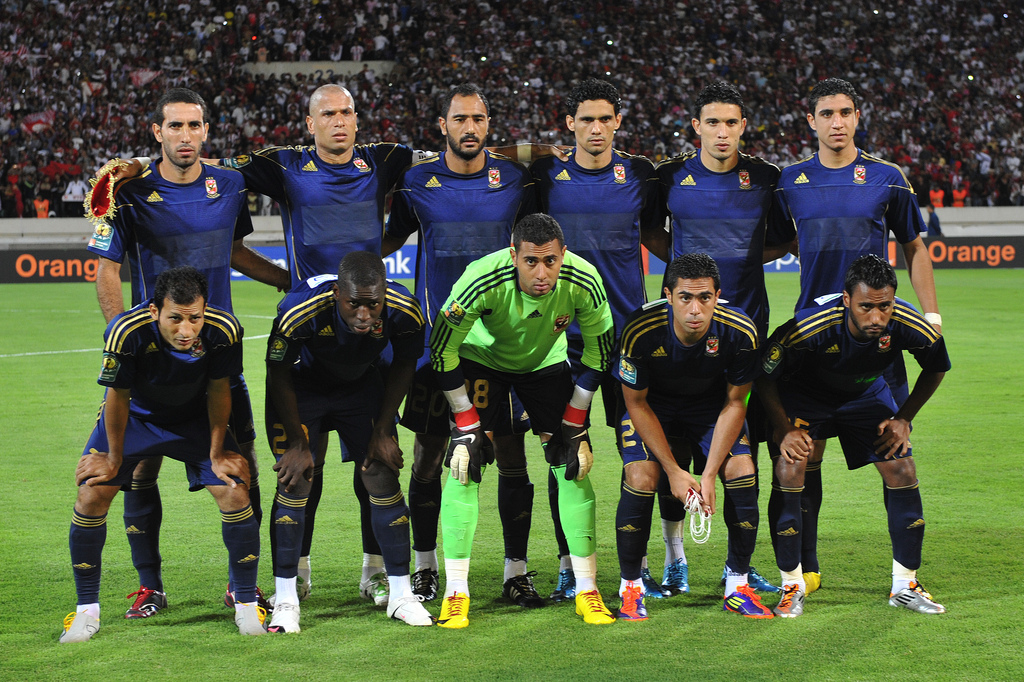
Nagieb ritratto insieme ai propri compagni di squadra nel 2011.

Muove i suoi primi passi nelle giovanili del Baladeyet El-Mahalla, prima di trasferirsi all'El-Shorta nel 2009. Il 1º agosto 2011 firma un contratto valido per cinque stagioni con l'Al-Ahly. Esordisce con gli egiziani il 28 agosto contro il MC d'Alger (0-0 il finale), in un incontro valido per l'accesso alle semifinali di CAF Champions League.
Il 1º agosto 2019 passa a parametro zero all'El-Gouna.

### Nazionale
Esordisce con la selezione dei Faraoni il 16 dicembre 2010 in un'amichevole vinta per 2-1 contro il Qatar, sostituendo Wael Gomaa al 36' della seconda frazione di gioco.

## Statistiche

### Presenze e reti nei club
Statistiche aggiornate al 1º dicembre 2022.
| Stagione                    | Squadra                     | Campionato                  | Campionato | Campionato | Coppe nazionali | Coppe nazionali | Coppe nazionali | Coppe continentali | Coppe continentali | Coppe continentali | Altre coppe | Altre coppe | Altre coppe | Totale | Totale |
| Stagione                    | Squadra                     | Comp                        | Pres       | Reti       | Comp            | Pres            | Reti            | Comp               | Pres               | Reti               | Comp        | Pres        | Reti        | Pres   | Reti   |
| --------------------------- | --------------------------- | --------------------------- | ---------- | ---------- | --------------- | --------------- | --------------- | ------------------ | ------------------ | ------------------ | ----------- | ----------- | ----------- | ------ | ------ |
| 2007-2008                   | Baladeyet El-Mahalla        | PL                          | 8          | 0          | CE              | 0               | 0               | -                  | -                  | -                  | -           | -           | -           | 8      | 0      |
| 2008-gen. 2009              | Baladeyet El-Mahalla        | SD                          | 0          | 0          | CE              | 0               | 0               | -                  | -                  | -                  | -           | -           | -           | 0      | 0      |
| Totale Baladeyet El-Mahalla | Totale Baladeyet El-Mahalla | Totale Baladeyet El-Mahalla | 8          | 0          |                 | 0               | 0               |                    | -                  | -                  |             | -           | -           | 8      | 0      |
| gen.-giu. 2009              | El-Shorta                   | PL                          | 10         | 1          | CE              | 0               | 0               | -                  | -                  | -                  | -           | -           | -           | 10     | 1      |
| 2009-2010                   | El-Shorta                   | PL                          | 24         | 2          | CE              | 0               | 0               | -                  | -                  | -                  | -           | -           | -           | 24     | 2      |
| 2010-2011                   | El-Shorta                   | PL                          | 30         | 0          | CE              | 1               | 0               | -                  | -                  | -                  | -           | -           | -           | 31     | 0      |
| Totale El-Shorta            | Totale El-Shorta            | Totale El-Shorta            | 64         | 3          |                 | 1               | 0               |                    | -                  | -                  |             | -           | -           | 65     | 3      |
| 2011-2012                   | Al-Ahly                     | PL                          | 5          | 0          | CE              | 2               | 1               | CCL+CCL            | 3+12               | 0+1                | -           | -           | -           | 22     | 2      |
| 2012-2013                   | Al-Ahly                     | PL                          | 9          | 0          | CE              | 0               | 0               | CCL                | 12                 | 0                  | SE+SA+Cmc   | 0+1+3       | 0           | 25     | 0      |
| 2013-2014                   | Al-Ahly                     | PL                          | 17+3       | 0          | CE              | 2               | 0               | CCL+CC             | 4+10               | 1+0                | SA+Cmc      | 1+2         | 0           | 39     | 1      |
| 2014-2015                   | Al-Ahly                     | PL                          | 26         | 0          | CE              | 5               | 1               | CCL+CC             | 1+10               | 0                  | SE+SA       | 1+1         | 0           | 44     | 1      |
| 2015-2016                   | Al-Ahly                     | PL                          | 11         | 0          | CE              | 2               | 0               | CCL                | 1                  | 0                  | SE          | 1           | 0           | 15     | 0      |
| 2016-2017                   | Al-Ahly                     | PL                          | 21         | 1          | CE              | 4               | 0               | CCL                | 4                  | 0                  | SE          | 0           | 0           | 29     | 1      |
| 2017-2018                   | Al-Ahly                     | PL                          | 15         | 0          | CE              | 2               | 0               | ACC+CCL            | 3+3                | 0                  | SE          | 0           | 0           | 23     | 0      |
| 2018-2019                   | Al-Ahly                     | PL                          | 2          | 0          | CE              | 0               | 0               | ACC+CCL            | 1+0                | 0                  | SE          | 0           | 0           | 3      | 0      |
| Totale Al-Ahly              | Totale Al-Ahly              | Totale Al-Ahly              | 106+3      | 1          |                 | 17              | 2               |                    | 64                 | 2                  |             | 10          | 0           | 200    | 5      |
| 2019-2020                   | El-Gouna                    | PL                          | 28         | 1          | CE              | 1               | 0               | -                  | -                  | -                  | -           | -           | -           | 29     | 1      |
| 2020-2021                   | El-Gouna                    | PL                          | 30         | 2          | CE              | 1               | 0               | -                  | -                  | -                  | -           | -           | -           | 31     | 2      |
| 2021-2022                   | El-Gouna                    | PL                          | 30         | 1          | CE              | 1               | 0               | -                  | -                  | -                  | -           | -           | -           | 31     | 1      |
| Totale El-Gouna             | Totale El-Gouna             | Totale El-Gouna             | 88         | 4          |                 | 3               | 0               |                    | -                  | -                  |             | -           | -           | 91     | 4      |
| 2022-2023                   | El Dakhleya                 | PL                          | 4          | 0          | CE              | 0               | 0               | -                  | -                  | -                  | -           | -           | -           | 4      | 0      |
| Totale carriera             | Totale carriera             | Totale carriera             | 273        | 8          |                 | 21              | 2               |                    | 64                 | 2                  |             | 10          | 0           | 368    | 12     |

### Cronologia presenze e reti in Nazionale
| Cronologia completa delle presenze e delle reti in nazionale ― Egitto | Cronologia completa delle presenze e delle reti in nazionale ― Egitto | Cronologia completa delle presenze e delle reti in nazionale ― Egitto | Cronologia completa delle presenze e delle reti in nazionale ― Egitto | Cronologia completa delle presenze e delle reti in nazionale ― Egitto | Cronologia completa delle presenze e delle reti in nazionale ― Egitto | Cronologia completa delle presenze e delle reti in nazionale ― Egitto | Cronologia completa delle presenze e delle reti in nazionale ― Egitto |
| Data                                                                  | Città                                                                 | In casa                                                               | Risultato                                                             | Ospiti                                                                | Competizione                                                          | Reti                                                                  | Note                                                                  |
| --------------------------------------------------------------------- | --------------------------------------------------------------------- | --------------------------------------------------------------------- | --------------------------------------------------------------------- | --------------------------------------------------------------------- | --------------------------------------------------------------------- | --------------------------------------------------------------------- | --------------------------------------------------------------------- |
| 16-12-2010                                                            | Doha                                                                  | Qatar                                                                 | 2 – 1                                                                 | Egitto                                                                | Amichevole                                                            | -                                                                     | 81’                                                                   |
| 5-1-2011                                                              | Il Cairo                                                              | Egitto                                                                | 5 – 1                                                                 | Tanzania                                                              | Amichevole                                                            | -                                                                     |                                                                       |
| 9-1-2011                                                              | Il Cairo                                                              | Egitto                                                                | 1 – 0                                                                 | Uganda                                                                | Amichevole                                                            | -                                                                     | 62’                                                                   |
| 14-1-2011                                                             | Il Cairo                                                              | Egitto                                                                | 5 – 1                                                                 | Kenya                                                                 | Amichevole                                                            | -                                                                     | 60’                                                                   |
| 17-1-2011                                                             | Il Cairo                                                              | Egitto                                                                | 3 – 1                                                                 | Uganda                                                                | Amichevole                                                            | -                                                                     | 81’                                                                   |
| 29-3-2012                                                             | Omdurman                                                              | Egitto                                                                | 2 – 1                                                                 | Uganda                                                                | Amichevole                                                            | -                                                                     | 58’                                                                   |
| 14-4-2012                                                             | Dubai                                                                 | Egitto                                                                | 3 – 0                                                                 | Mauritania                                                            | Amichevole                                                            | -                                                                     |                                                                       |
| 7-3-2013                                                              | Al Rayyan                                                             | Qatar                                                                 | 3 – 1                                                                 | Egitto                                                                | Amichevole                                                            | -                                                                     |                                                                       |
| 22-3-2013                                                             | Alessandria d'Egitto                                                  | Egitto                                                                | 10 – 0                                                                | eSwatini                                                              | Amichevole                                                            | -                                                                     | 46’                                                                   |
| 26-3-2013                                                             | Alessandria d'Egitto                                                  | Egitto                                                                | 2 – 1                                                                 | Zimbabwe                                                              | Qual. Mondiali 2014                                                   | -                                                                     |                                                                       |
| 10-9-2013                                                             | El Gouna                                                              | Egitto                                                                | 4 – 2                                                                 | Guinea                                                                | Qual. Mondiali 2014                                                   | -                                                                     |                                                                       |
| 15-10-2013                                                            | Kumasi                                                                | Ghana                                                                 | 6 – 1                                                                 | Egitto                                                                | Qual. Mondiali 2014                                                   | -                                                                     |                                                                       |
| 14-11-2013                                                            | Il Cairo                                                              | Egitto                                                                | 2 – 0                                                                 | Zambia                                                                | Amichevole                                                            | -                                                                     | 46’                                                                   |
| 19-11-2013                                                            | Il Cairo                                                              | Egitto                                                                | 2 – 1                                                                 | Ghana                                                                 | Qual. Mondiali 2014                                                   | -                                                                     |                                                                       |
| 10-10-2014                                                            | Gaborone                                                              | Botswana                                                              | 0 – 2                                                                 | Egitto                                                                | Qual. Coppa d'Africa 2015                                             | -                                                                     |                                                                       |
| 15-10-2014                                                            | Il Cairo                                                              | Egitto                                                                | 2 – 0                                                                 | Botswana                                                              | Qual. Coppa d'Africa 2015                                             | -                                                                     |                                                                       |
| 15-11-2014                                                            | Il Cairo                                                              | Egitto                                                                | 0 – 1                                                                 | Senegal                                                               | Qual. Coppa d'Africa 2015                                             | -                                                                     |                                                                       |
| 19-11-2014                                                            | Monastir                                                              | Tunisia                                                               | 2 – 1                                                                 | Egitto                                                                | Qual. Coppa d'Africa 2015                                             | -                                                                     |                                                                       |
| Totale                                                                |                                                                       | Presenze                                                              | 18                                                                    |                                                                       | Reti                                                                  | 0                                                                     |                                                                       |

## Palmarès

### Club

#### Competizioni nazionali
- Campionato egiziano: 5

Al-Ahly: 2013-2014, 2015-2016, 2016-2017, 2017-2018, 2018-2019
- Supercoppa d'Egitto: 4

Al.Ahly: 2012, 2014, 2015, 2017
- Coppa d'Egitto: 1

Al-Ahly: 2016-2017

#### Competizioni internazionali
- CAF Champions League: 2

Al-Ahly: 2012, 2013
- Supercoppa CAF: 2

Al-Ahly: 2013, 2014
- Coppa della Confederazione CAF: 1

Al-Ahly: 2014